# فالفیتس
فالفیتس (به آلمانی: Valfitz) یک منطقهٔ مسکونی در آلمان است که در کوهفلده واقع شده‌است. فالفیتس ۱۵۱ نفر جمعیت دارد.